# 牛伏礦體
牛伏礦體，位在半平山西北坡與茶壺山之間，從半平山上俯瞰，礦體露頭牛伏岩狀似牛隻趴伏姿態，故以此命名。

## 岩層與礦石
牛伏礦體是由矽化的南港層砂、頁岩組成的角礫岩礦筒，根據臺北科技大學余炳盛副教授研究，至少發現6個角礫岩礦筒呈南北排列，高度不一，角礫岩礦筒頂上寬、下方窄，每個角礫岩礦筒直徑約10至20公尺；此外，從燧石化之頁岩角礫推測牛伏礦體角礫岩形成分為三個時期：最早為黑色角礫岩，接續為黃色角礫岩，最晚形成則是白色角礫岩。 臺灣早期地質學者曾將其劃分在以交換型金銅礦床為主的「長仁系」礦群，藉以區隔以裂隙充填礦床為主的「本山系」礦群。
牛伏礦體所含礦物以石英、黃鐵礦為主，並有少量的重晶石與硫砷銅礦。黃鐵礦晶形有正立方體、正八面體等，直徑由極細粒至0.2公分，散布在角礫岩基質中。

## 地質觀察
此區可觀察換質岩（metasomatite）及其礦物， 礦體岩石具有明顯的矽化作用及黃鐵礦化現象，容易肉眼辨識。

## 礦業開採
1979年臺灣金屬礦業股份有限公司將採礦作業轉移至本山、樹梅地區露天開採，並逐次擴大露天開採區域至第三長仁、牛伏礦體、龜礦體等地， 當時牛伏礦體以地下坑道方式開採，礦坑位置分布在海拔350公尺至450公尺之間，例如牛伏一坑高度為416公尺、牛伏二坑高度為375公尺、牛伏四坑高度為359公尺等。